# Вам і не снилося… (фільм)
«Вам і не снилося…» (рос. «Вам и не снилось…») — російський радянський художній фільм режисера Іллі Фреза, екранізація повісті «Роман і Юлька» Галини Щербакової. Прем'єра відбулась 23 березня 1981 року.
За підсумками прокату 1981 року картина зайняла 12 місце — її подивилося понад 26 млн глядачів. Найкращий фільм 1981 року за опитуваннями журналу «Радянський екран». Прем'єра в США пройшла в Нью-Йорку 5 березня 1982 під назвою «Love & Lies».

## Сюжет
Школярі Роман і Катя тягнуться один до одного з усією безоглядністю першого кохання. Мати Каті дуже щаслива у другому шлюбі та в осяянні цього щастя добре розуміє дочку. Роман знаходить підтримку у батька, який давно й нерозділено любить Катину маму. Але поряд ходять люди, які нічого не знають про кохання...

## У ролях
- Тетяна Аксюта — Катя Шевченко
- Микита Михайловський — Роман Лавочкін
- Олена Соловей — Тетяна Миколаївна Кольцова, вчителька літератури
- Ірина Мірошниченко — Людмила Сергіївна, мама Каті
- Лідія Федосєєва-Шукшина — Віра Василівна Лавочкіна, мама Романа
- Альберт Філозов — Костянтин Лавочкін, батько Романа
- Тетяна Пельтцер — бабуся Романа
- Руфіна Ніфонтова — мати Тетяни Миколаївни
- Євген Герасимов — Володя
- Леонід Філатов — Михайло, коханець Тетяни Миколаївни
- Вадим Курков — Сашка Рамазанов, однокласник Роми
- Катерина Васильєва — Олена Старцева, однокласниця Роми
- Ніна Мазаєва — Марія Олексіївна, директор школи
- Любов Соколова — Ліза, листоноша
- Олена Майорова — Зоя, сусідка Каті
- Володимир Приходько — таксист

## Музика
Композитор Олексій Рибников написав для фільму кілька інструментальних тем на основі пісні «Остання поема». Деякі композиції з'являлися на різних альбомах з музикою Рибникова. Зокрема, наступні треки з'явилися серед інших на другому диску колекційного видання 2005 року під назвою «Музика кіно», випущений лейблом «Студія Олексія Рибникова»:
- Новий будинок (0:47)
- У парку (2:34)
- Роман і Катя (1:52)
- Танці (2:15)
- Фінал (2:43)

### «Остання поема»
Пісня «Остання поема» (на вірші Рабіндраната Тагора в перекладі Аделіни Адаліс) була написана композитором Олексієм Рибниковим ще в 1970 році, під час роботи над фільмом «Острів скарбів», але стала відома тільки в 1981 році, коли вийшов на екрани фільм «Вам і не снилося…», де пісню виконали Ірина Отієва і Віра Соколова.
Композитор розповідав: «У 1970 році була написана мелодія, яку довгий час нікуди не вдавалося прилаштувати. І одного разу, взявши з полиці роман Рабіндраната Тагора „Остання поема“, що завершувався віршами в перекладі поетеси Аделіни Адаліс, я був вражений, наскільки точно і легко невідомі мені доти вірші лягли на цю мелодію десятирічної давнини…» Однак ще в 1973 році «Мелодія» випустила міньйон (СМ-0004107-8), який містив цю пісню, виконану «Тріо Линник» на вірші Р. Тагора.
Після виходу картини пісня стала популярною, вийшла у фінал фестивалю «Пісня року — 1981», причому з двох варіантів виконання — В. Отієвої та ВІА «Ялла» (що надав пісні східного колориту) — з перевагою лише в кілька голосів з багатьох тисяч вийшов ВІА «Ялла».
Відомі також варіанти виконання цієї пісні сестрами Лисиціан, Русланою (український варіант тексту О. Ксенофонтова, увійшла до альбому «Мить весни. Дзвінкий вітер»), Варварою, Валерією, Леною Перовою з рок-гуртом «МультFильмы», гуртами «Русский Размер» та «Hi-Fi».
У фільмі «Тренер» пісню акапельно виконують вболівальники клубу «Метеор».